# (19695) Billnye
(19695) Billnye est un astéroïde de la ceinture principale.

## Description
(19695) Billnye est un astéroïde de la ceinture principale. Il fut découvert le 8 septembre 1999 aux monts Santa Catalina par le projet CSS. Il présente une orbite caractérisée par un demi-grand axe de 2,27 UA, une excentricité de 0,10 et une inclinaison de 6,8° par rapport à l'écliptique.